# 老依舒夫
老依舒夫是指奥斯曼帝国时期、阿利亞運動开始和一战末新依舒夫形成前居住在巴勒斯坦地区的犹太人群体。与倡导自力更生并秉持世俗和锡安主义意识形态的新依舒夫群体不同，老依舒夫主要由宗教观念根深蒂固并以接受施舍为生的犹太人构成。